# Királynék völgye 88
A Királynék völgye 88 (QV88) egy ókori egyiptomi sír a Királynék völgyében. Egy Jahmesz nevű herceg számára készült, aki a XVIII. dinasztia uralkodásának elején élt.
A sír egy függőleges aknából és ennek aljában egy kamrából áll. A völgy egyik mellékágában található, melyet róla neveztek el a felfedezők Jahmesz herceg völgyének. Jahmeszt a sír feliratai azonosítják hercegként, valamint Nebeszu és Ian fiaként, de Nebeszu nevű fáraó nem ismert. A herceget nem sikerült elhelyezni a dinasztia családfáján.
A sírt Ernesto Schiaparelli fedezte fel 1903-ban. A múmiapólya darabjai mellett üveg- és alabástromedények, kanópuszedények darabjai és usébtik kerültek elő. Emellett vászonba burkolt faládában megtalálták egy szintén vászonba burkolt, mumifikált magzat testét, ő most a QV55 sírban (Amonherkhopsef herceg sírjában) van kiállítva.